# جون كلارك (موظف ديني)
جون كلارك (بالإنجليزية: John Clarke)‏ هو موظف ديني ‏ بريطاني، ولد في 20 فبراير 1952.